# Miltona
Miltona ist ein als City konstituierter Ort im Douglas County in Minnesota, Vereinigte Staaten. Das U.S. Census Bureau hat bei der Volkszählung 2020 eine Einwohnerzahl von 431 ermittelt.

## Geographie
Nach den Angaben des United States Census Bureaus hat die Stadt eine Fläche von 1,4 km², die vollständig auf Land entfallen.
Der Ort liegt etwa abseits der Minnesota State Route 29, rund anderthalb Kilometer entfernt vom Lake Miltona und südöstlich des kleineren Lake Irene. Von Norden nach Süden durchquert eine Bahnstrecke der Minneapolis, St. Paul and Sault Ste. Marie Railway den Ort.

## Demographie
Zum Zeitpunkt des United States Census 2000 bewohnten Miltona 279 Personen. Die Bevölkerungsdichte betrug 203,2 Personen pro km². Es gab 123 Wohneinheiten, durchschnittlich 89,6 pro km². Die Bevölkerung Miltonas bestand zu 98,92 % aus Weißen, 0,72 % Native American, 0,36 % gaben an, anderen Rassen anzugehören und 0 % nannten zwei oder mehr Rassen. 0,72 % der Bevölkerung erklärten, Hispanos oder Latinos jeglicher Rasse zu sein.
Die Bewohner Miltonas verteilten sich auf 117 Haushalte, von denen in 34,2 % Kinder unter 18 Jahren lebten. 53,8 % der Haushalte stellten Verheiratete, 11,1 % hatten einen weiblichen Haushaltsvorstand ohne Ehemann und 33,3 % bildeten keine Familien. 29,9 % der Haushalte bestanden aus Einzelpersonen und in 16,2 % aller Haushalte lebte jemand im Alter von 65 Jahren oder mehr alleine. Die durchschnittliche Haushaltsgröße betrug 2,38 und die durchschnittliche Familiengröße 2,90 Personen.
Die Bevölkerung verteilte sich auf 29,0 % Minderjährige, 8,2 % 18–24-Jährige, 30,5 % 25–44-Jährige, 15,1 % 45–64-Jährige und 17,2 % im Alter von 65 Jahren oder mehr. Das Durchschnittsalter betrug 31 Jahre. Auf jeweils 100 Frauen entfielen 111,4 Männer. Bei den über 18-Jährigen entfielen auf 100 Frauen 100,0 Männer.
Das mittlere Haushaltseinkommen in Miltona betrug 28.333 US-Dollar und das mittlere Familieneinkommen erreichte die Höhe von 38.958 US-Dollar. Das Durchschnittseinkommen der Männer betrug 27.708 US-Dollar, gegenüber 19.583 US-Dollar bei den Frauen. Das Pro-Kopf-Einkommen belief sich auf 13.845 US-Dollar. 20,2 % der Bevölkerung und 13,8 % der Familien hatten ein Einkommen unterhalb der Armutsgrenze, davon waren 31,5 % der Minderjährigen und 14,8 % der Altersgruppe 65 Jahre und mehr betroffen.